# Lixophaga fitzgeraldi
Lixophaga fitzgeraldi är en tvåvingeart som först beskrevs av Charles Howard Curran 1937.  Lixophaga fitzgeraldi ingår i släktet Lixophaga och familjen parasitflugor. Inga underarter finns listade i Catalogue of Life.